# 山田秀雄
山田 秀雄（やまだ ひでお、1944年12月25日 - ）は、日本の実業家である。株式会社オリンパスの専務執行役員や副社長執行役員などを歴任した。

## 人物

### 経歴
長野県岡谷市出身。長野県諏訪清陵高等学校卒業。1963年（昭和38年）4月、18歳でオリンパス光学工業（当時）に入社した。中央大学法学部卒業。
会津オリンパス出向を経て、1980年10月オリンパス光学工業本社に戻り経理部資金グループ配属。1989年1月同グループリーダー就任。1994年4月経理部副部長。1997年4月総務・財務部長。2002年（平成14年）6月、同社の執行役員に就任。その後は、同社コーポレートセンター長、取締役、常務執行役員を経て、2005年（平成17年）4月にはCSR本部担当、及び監査室担当となった。
さらに2007年（平成19年）6月には専務執行役員、2009年（平成21年）6月には副社長執行役員に就任し、2011年6月からは常勤監査役を務めた。

### 不正会計への関与
しかしながら2011年（平成23年）10月、オリンパスによる巨額損失隠し（財テク失敗による損失の「飛ばし」）や不正会計などのスキャンダルが社会問題化、オリンパス社長・高山修一は同年11月8日に記者会見し、同社元社長の菊川剛、同・副社長の森久志とともに、山田を「損失隠しの（3人の）責任者」であると名指しした。
同社は同時に、同日付けで森を解任、山田も同日付で辞任する報じられたが、その後も山田は森と共に会社に留まっていた。この件では証券取引等監視委員会が金融商品取引法違反（偽計）に当たるとみて調査しているほか、警視庁も情報収集に着手していることが報じられたほか、山田は損失隠しに関与しているとして東京地検特捜部から事情聴取を受けていたことも同月22日までに明らかとなった。同24日、山田は菊川、森とともに改めて辞表を提出、同日付で受理され、ここで離職に至った（オリンパス事件）。
一方、山田はこれ以前にもオリンパスの損失隠しの話に係わっていたことが知られ、1998年（平成10年）にオリンパスが投資の失敗から巨額の損失を被っているとの噂が立った際には日経金融新聞の取材に対して、「そうした事実は一切ない」と否定していた。